# Singalski jezik
Singalski jezik (sinh. සිංහල, siṁhala) indoarijski je jezik kojim prvenstveno govore Sinhalezi u Šri Lanki, koji su ujedno i najveća etnička skupina na tome otoku s oko 16 milijuna pripadnika. Govornika singalskoga ima i među ostalim etničkim skupinama na otoku, a 2001. godine bilo ih je 2 milijuna. Jezik se piše singalskim pismom, koje je brahmijsko pismo blisko granthi iz južne Indije.
Singalski je uz tamilski jezik jedan od službenih i nacionalnih jezika Šri Lanke. Kao i pali, singalski je igrao ključnu ulogu u razvoju teravada budističke književnosti.
Rani oblici singalskoga zabilježeni su već u 3. stoljeću prije nove ere. Taj je oblik još imao duge samoglasnike i aspirirane suglasnike – bio je prakrt sličan magadhiju i jezicima koji su se govorili tijekom Budinoga života. Najsrodniji su mu jezici veddah (šrilankanski kreol) i maldivski jezik. Ima dvije glavne inačice, govornu i pisanu, te je osobit primjer jezičnoga fenomena diglosije.

## Etimologija
Sinhala (siṁhala) sanskrtski je pojam. Nastao je iz sanskrtske riječi siṁha, 'lav'. Ponekad ga se tumači kao 'boravište lavova' prema navodno velikoj prisutnosti lavova (Panthera leo sinhaleyus) na otoku u prošlosti.

## Povijest
Razvoj singalskoga dijeli se na četiri epohe:
- prakrt elu (3. st. pr. n. e. – 4. st.)
- prasingalski (4. st. – 8. st.)
- srednjovjekovni singalski (8. st. – 13. st.)
- suvremeni singalski (13. st. – danas)

### Fonološki razvoj
Najvažnije fonološke promjene singalskoga uključuju:
- nestanak razlikovne aspiracije kod ploziva (npr. kanavā, 'jesti', odgovara sanskrtskom khādati i hindustanskom khānā)
- nestanak razlikovne duljine samoglasnika; dugi samoglasnici u suvremenom singalskom došli su putem posuđenica (npr. vibāgaya, 'ispit', od sanskrtskog vibhāga), ili kao rezultat sandhija nakon ispuštanja suglasnika (npr. dānavā, 'staviti', iz damanavā), ili iz složenica.
- pojednostavljenje suglasničkih klastera u duge suglasnike ili dugih suglasnika u kratke. (npr. sanskrtski viṣṭā, 'vrijeme' > prakrtski viṭṭa > singalski viṭa)
- promjena glasa /tʃ/ u /s/ ili /ɦ/ (npr. san̆da ili han̆da iz sanskrtskog candra) te promjena glasa /dʒ/ u /d/ (npr. dæla, 'mreža', iz sanskrtskog jāla)
- razvoj prednazaliziranih suglasnika iz sanskrtskih kombinacija nazala i zvučnih zapornika (kao kod han̆da)[14]
- očuvanje početnih /w/ i /j/, od kojih je potonje zadržao samo kašmirski jezik (npr. kod viṭa i yutu, 'pristajali', iz sanskrtskog yukta)[15]

## Narječja i dijalekti
Singalski ima različite inačice koje se dijele na dijalekte i narječja. Regionalne inačice pri tome su naglašene, a u njih spadaju i poznatije:
- govor provincije Uva (Monaragala, Badulla)
- južnjački govor (Matara, Galle)
- kontinentalni govor (Kandy, Matale)
- govor Sabaragamua (Kegalle, Balangoda)

### Diglosija
Kod singalskoga je prisutna osobita diglosija, pri čemu su književni jezik i govorni jezik znatno različiti. Iako se leksik može razlikovati između formalnog i neformalnog jezika, ove se inačice znatno razlikuju u sintaksi i morfologiji. Književni je jezik rabljen u svim oblicima proze, poezije i u službenim dokumentima, ali i u govoru na televiziji i radiju. Govornim se jezikom govornici rabe u svakodnevici, u formalnim i neformalnim situacijama. Vjerske propovijedi, sveučilišna predavanja, politički govori i osobna pisma područja su u kojima se obilježja govornoga i književnoga jezika miješaju, a izbor između pojedinih obilježja tih dvaju inačica ima utjecaj na interpretaciju teksta.
Inačice se razlikuju u nizu sintaktičkih i morfoloških obilježja. Najočitija je razlika manjak slaganja između subjekta i predikata u govornome jeziku, karakteristično za književni jezik do te mjere da tipično služi kao odrednica književnoga jezika. Druge su razlike:
- kopula (ව‌ෙනවා, venavā) u rečenicama izjednačavanja obavezna je u književnom, ali nedozvoljena u govornom jeziku[18]
- akuzativ i lokativ ne postoje u kolokvijalnom, govornom singalskom (no prisutni su u formalnom govoru).[18]

## Fonologija
Singalski ima malen broj suglasnika naspram drugih indoarijskih jezika, no također ima veći broj samoglasnika od većine. Kao otočni indoarijski jezici, singalski i divehijski imaju obilježja koja ih odvajaju od ostatka jezične porodice. Nazalni suglasnici singalskoga neobični su za porodicu jer im nedostaje retrofleksni nazal /ɳ/ unatoč tomu što imaju nazale na druga četiri mjesta tvorbe. Singalski i divehijski zajedno se ističu i prema prednazaliziranim suglasnicima, koji nisu prisutni u drugim indoarijskim jezicima.

### Suglasnici
|                      |                  | usnenici | zubnici/ desnici | retrofleksi | nepčanici | jedrenici | glotali |
| -------------------- | ---------------- | -------- | ---------------- | ----------- | --------- | --------- | ------- |
| nazali               | nazali           | m        | n                |             | ɲ         | ŋ         |         |
| prekidnici/ afrikati | bezvučni         | p        | t                | ʈ           | tʃ        | k         |         |
| prekidnici/ afrikati | zvučni           | b        | d                | ɖ           | dʒ        | g         |         |
| prekidnici/ afrikati | prednazalizirani | ᵐb       | ⁿd               | ᶯɖ          | (ⁿdʒ)     | ᵑɡ        |         |
| frikativi            | frikativi        | (f~ɸ)    | s                |             | (ʃ)       |           | h       |
| trilovi              | trilovi          |          | r                |             |           |           |         |
| približnici          | približnici      | ʋ        | l                |             | j         |           |         |

### Samoglasnici
|           | prednji | prednji | središnji | središnji | stražnji | stražnji |
| kratki    | dugi    | kratki  | dugi      | kratki    | dugi     |          |
| --------- | ------- | ------- | --------- | --------- | -------- | -------- |
| zatvoreni | i       | i:      |           |           | u        | u:       |
| srednji   | e       | e:      | ə         | (ə:)      | o        | o:       |
| otvoreni  | æ       | æ:      | a         | a:        |          |          |

### Fonotaksa
Domaće singalske riječi ograničene su na strukturu sloga (C)V(C), V̄ i CV̄(C), pri čemu je V kratki samoglasnik, V̄ dugi, a C suglasnik. Postoje određeni izuzetci, poput segmenta CC. Prednazalizirani plozivi ograničeni su na pojavljivanje između samoglasnika te ne mogu biti na kraju sloga. Kompleksniji klasteri suglasnika dopušteni su u posuđenicama, osobito iz sanskrta i engleskoga (primjerice ප්‍රශ්‍නය, praśnaya, 'pitanje'). Riječi ne mogu završiti nazalima, izuzev /ŋ/. Zbog gubitka frikativa /h/ u sufiksu /-hu/ tijekom razvoja jezika, sufiks /-u/ na kraju riječi djeluje kao zaseban slog.